# 德爾塔特設鎮區
德爾塔特設鎮區（英語：Delta Charter Township）是位於美國密西根州伊頓縣的一個特設鎮區。

## 地方資料
德爾塔特設鎮區的面積為86.00平方千米，當中陸地面積為84.10平方千米，而水域面積為1.90平方千米。根據2020年美國人口普查的數據，當地共有人口33119人，而人口密度為每平方千米385.1人。